# Allagoptera campestris
Allagoptera campestris är en enhjärtbladig växtart som först beskrevs av Carl Friedrich Philipp von Martius, och fick sitt nu gällande namn av Carl Ernst Otto Kuntze. Allagoptera campestris ingår i släktet Allagoptera och familjen Arecaceae. Inga underarter finns listade i Catalogue of Life.